# Nordeuropäische Formel-4-Meisterschaft 2016
Die nordeuropäische Formel-4-Meisterschaft 2016 (offiziell F4 NEZ Championship 2016 oder SMP F4 Championship 2016) war die zweite Saison der nordeuropäischen Formel-4-Meisterschaft. Die Meisterschaft fand in Finnland, Niederlande, Russland und Schweden statt. Es gab 20 Rennen, die Meisterschaft begann am 30. April in Sotschi und endete am 11. September in Hämeenlinna. Richard Verschoor gewann den Meistertitel der Fahrer.

## Fahrer
Anders als in anderen Rennserien gab es keine Teams, alle Fahrer wurden vom finnischen Rennstall Koiranen GP sowie dem SMP Racing-Projekt des russisch-finnischen Oligarchens Boris Rotenberg betreut. Alle Fahrer verwendeten das Chassis Tatuus F4-T014. Als Motor kam der Abarth 1.4L T-Jet zum Einsatz. Die Reifen stammten von Hankook Tire.
| Auto # | Fahrer                | Status | Rennwochenende | Quelle |
| ------ | --------------------- | ------ | -------------- | ------ |
| 01     | Aleksey Korneev       | G      | 1, 4–5         |        |
| 02     | Ivan Matveev          | G      | 4              |        |
| 03     | Henri Kauppi          |        | 1–2, 7         |        |
| 04     | Tuomas Tujula         |        | Alle           |        |
| 05     | Nikita Sitnikov       |        | 1–2, 4–7       |        |
| 07     | Nikita Volegov        |        | 2–7            |        |
| 10     | Zakhar Slutskiy       |        | 1–3            |        |
| 11     | Gleb Zotov            |        | 1–5            |        |
| 14     | Juho Valtanen         |        | Alle           |        |
| 15     | Artjom Petrow         |        | 1–5            |        |
| 16     | Jarno Opmeer          |        | Alle           |        |
| 17     | Nerses Isaakyan       | G      | Alle           |        |
| 21     | Xavier Lloveras       |        | 5, 7           |        |
| 22     | Richard Verschoor     |        | Alle           |        |
| 25     | Artem Slutskiy        |        | 1–3            |        |
| 32     | Roman Lebedev         |        | Alle           |        |
| 38     | Danny Kroes           |        | 1–3            |        |
| 40     | Vladimir Tziortzis    |        | Alle           |        |
| 41     | Aleksandr Vartanyan   |        | Alle           |        |
| 50     | Tuomas Haapalainen    |        | Alle           |        |
| 64     | Rasmus Markkanen      |        | Alle           |        |
| 65     | Roope Markkanen       |        | Alle           |        |
| 77     | Aleksandr Maslennikov |        | Alle           |        |

## Rennkalender
Es gab sieben Rennwochenenden mit je drei Rennen – abgesehen vom ersten Lauf in Sotschi wo nur zwei Rennen stattfanden – auf fünf Strecken in vier Ländern. Im Vergleich zum Vorjahr fanden statt den zwei Rennwochenenden in Estland jeweils zwei Läufe in Zandvoort statt und der Lauf in Alastaro wurde durch Anderstorp in Schweden ersetzt. 
| Nr. | Datum         | Rennstrecke                           | Sieger              | Zweiter             | Dritter             | Pole-Position     | Schnellste Rennrunde |
| --- | ------------- | ------------------------------------- | ------------------- | ------------------- | ------------------- | ----------------- | -------------------- |
| 01. | 30. April     | Sochi Autodrom (Sotschi)              | Richard Verschoor   | Jarno Opmeer        | Roope Markkanen     | Richard Verschoor | Jarno Opmeer         |
| 02. | 01. Mai       | Sochi Autodrom (Sotschi)              | Jarno Opmeer        | Nikita Sitnikov     | Aleksandr Vartanyan | Jarno Opmeer      | Jarno Opmeer         |
| 03. | 14. Mai       | Circuit Park Zandvoort (Zandvoort 1)  | Tuomas Tujula       | Richard Verschoor   | Jarno Opmeer        | Richard Verschoor | Jarno Opmeer         |
| 04. | 15. Mai       | Circuit Park Zandvoort (Zandvoort 1)  | Jarno Opmeer        | Juho Valtanen       | Tuomas Tujula       |                   | Aleksandr Vartanyan  |
| 05. | 15. Mai       | Circuit Park Zandvoort (Zandvoort 1)  | Jarno Opmeer        | Tuomas Tujula       | Aleksandr Vartanyan | Richard Verschoor | Tuomas Tujula        |
| 06. | 04. Juni      | Circuit Park Zandvoort (Zandvoort 2)  | Jarno Opmeer        | Richard Verschoor   | Rasmus Markkanen    | Richard Verschoor | Jarno Opmeer         |
| 07. | 05. Juni      | Circuit Park Zandvoort (Zandvoort 2)  | Jarno Opmeer        | Roope Markkanen     | Aleksandr Vartanyan |                   | Juho Valtanen        |
| 08. | 05. Juni      | Circuit Park Zandvoort (Zandvoort 2)  | Richard Verschoor   | Aleksandr Vartanyan | Jarno Opmeer        | Richard Verschoor | Richard Verschoor    |
| 09. | 23. Juli      | Moscow Raceway (Wolokolamsk 1)        | Richard Verschoor   | Nikita Sitnikov     | Aleksandr Vartanyan | Richard Verschoor | Aleksey Korneev      |
| 10. | 24. Juli      | Moscow Raceway (Wolokolamsk 1)        | Richard Verschoor   | Jarno Opmeer        | Nikita Sitnikov     |                   | Richard Verschoor    |
| 11. | 24. Juli      | Moscow Raceway (Wolokolamsk 1)        | Richard Verschoor   | Nikita Sitnikov     | Jarno Opmeer        | Richard Verschoor | Richard Verschoor    |
| 12. | 20. August    | Moscow Raceway (Wolokolamsk 2)        | Richard Verschoor   | Tuomas Haapalainen  | Aleksandr Vartanyan | Richard Verschoor | Xavier Lloveras      |
| 13. | 21. August    | Moscow Raceway (Wolokolamsk 2)        | Richard Verschoor   | Rasmus Markkanen    | Aleksandr Vartanyan |                   | Richard Verschoor    |
| 14. | 21. August    | Moscow Raceway (Wolokolamsk 2)        | Richard Verschoor   | Jarno Opmeer        | Roope Markkanen     | Richard Verschoor | Richard Verschoor    |
| 15. | 03. September | Scandinavian Raceway (Anderstorp)     | Richard Verschoor   | Tuomas Haapalainen  | Juho Valtanen       | Jarno Opmeer      | Richard Verschoor    |
| 16. | 04. September | Scandinavian Raceway (Anderstorp)     | Richard Verschoor   | Tuomas Haapalainen  | Juho Valtanen       |                   | Jarno Opmeer         |
| 17. | 04. September | Scandinavian Raceway (Anderstorp)     | Richard Verschoor   | Aleksandr Vartanyan | Rasmus Markkanen    | Jarno Opmeer      | Richard Verschoor    |
| 18. | 10. September | Ahveniston Moottorirata (Hämeenlinna) | Jarno Opmeer        | Richard Verschoor   | Rasmus Markkanen    | Jarno Opmeer      | Aleksandr Vartanyan  |
| 19. | 11. September | Ahveniston Moottorirata (Hämeenlinna) | Jarno Opmeer        | Richard Verschoor   | Juho Valtanen       |                   | Richard Verschoor    |
| 20. | 11. September | Ahveniston Moottorirata (Hämeenlinna) | Aleksandr Vartanyan | Richard Verschoor   | Rasmus Markkanen    | Richard Verschoor | Richard Verschoor    |

## Wertung

### Punktesystem
Beim ersten und dritten Rennen bekamen die ersten zehn des Rennens 25, 18, 15, 12, 10, 8, 6, 4, 2 bzw. 1 Punkt(e), beim zweiten Rennen bekamen – mit Ausnahme vom ersten Lauf in Sotschi wo volle Punkte vergeben wurden – die ersten acht des Rennens 15, 12, 10, 8, 6, 4, 2 bzw. 1 Punkt(e). Es gab keine Punkte für die Pole-Position und die schnellste Rennrunde.
| Punkteverteilung | Punkteverteilung | Punkteverteilung | Punkteverteilung | Punkteverteilung | Punkteverteilung | Punkteverteilung | Punkteverteilung | Punkteverteilung | Punkteverteilung | Punkteverteilung | Punkteverteilung | Punkteverteilung |
| ---------------- | ---------------- | ---------------- | ---------------- | ---------------- | ---------------- | ---------------- | ---------------- | ---------------- | ---------------- | ---------------- | ---------------- | ---------------- |
| Platz            | 1                | 2                | 3                | 4                | 5                | 6                | 7                | 8                | 9                | 10               | PP               | SR               |
| Rennen 1 & 3     | 25               | 18               | 15               | 12               | 10               | 8                | 6                | 4                | 2                | 1                | –                | –                |
| Rennen 2         | 15               | 12               | 10               | 8                | 6                | 4                | 2                | 1                | 0                | 0                | –                | –                |

### Fahrerwertung
| Pos.                                      | Fahrer         | SOC | SOC | ZA1 | ZA1 | ZA1 | ZA2 | ZA2 | ZA2 | MS1 | MS1 | MS1 | MS2 | MS2 | MS2 | AND | AND | AND | AHV | AHV | AHV | Punkte |
| Pos.                                      | Fahrer         | R1  | R2  | R1  | R2  | R3  | R1  | R2  | R3  | R1  | R2  | R3  | R1  | R2  | R3  | R1  | R2  | R3  | R1  | R2  | R3  | Punkte |
| ----------------------------------------- | -------------- | --- | --- | --- | --- | --- | --- | --- | --- | --- | --- | --- | --- | --- | --- | --- | --- | --- | --- | --- | --- | ------ |
| 01                                        | R. Verschoor   | 1   | DNF | 2   | 7   | 12  | 2   | 4   | 1   | 1   | 1   | 1   | 1   | 1   | 1   | 1   | 1   | 1   | 3   | 2   | 2   | 339    |
| 02                                        | J. Opmeer      | 2   | 1   | 3   | 1   | 1   | 1   | 1   | 3   | 5   | 2   | 3   | 10  | 16  | 2   | 5   | 9   | 12  | 1   | 1   | 4   | 270    |
| 03                                        | A. Vartanyan   | 4   | 4   | 5   | 6   | 3   | 7   | 3   | 2   | 4   | 4   | 9   | 4   | 4   | 13  | 6   | DNF | 2   | 8   | 9   | 1   | 198    |
| 04                                        | R. Markkanen   | DNF | 5   | 16  | 5   | DNF | 3   | 6   | 5   | 11  | 9   | 12  | 5   | 3   | DNF | 10  | 12  | 3   | 4   | 6   | 3   | 124    |
| 05                                        | T. Tujula      | DNF | EX  | 1   | 3   | 2   | 6   | 8   | DNF | 12  | 10  | 7   | 7   | 7   | 4   | 8   | DNF | 4   | 7   | 8   | DNF | 120    |
| 06                                        | R. Markkanen   | 3   | DNF | 8   | DNF | 6   | 4   | 2   | 6   | 14  | 12  | 5   | 13  | 10  | 3   | 7   | 11  | DNF | 6   | 5   | 6   | 118    |
| 07                                        | N. Sitnikov    | 5   | 3   | 9   | DNF | 4   |     |     |     | 2   | 3   | 2   | DNF | 13  | 15  | 4   | 4   | 10  | 13  | DNF | 8   | 113    |
| 08                                        | T. Haapalainen | DNF | 6   | 12  | 13  | DNF | DNF | 15  | 9   | 7   | 5   | 16  | 2   | 5   | 5   | 2   | 2   | 8   | 9   | 11  | 5   | 110    |
| 09                                        | J. Valtanen    | DNF | DNF | 4   | 2   | 5   | 8   | 7   | 4   | 10  | 6   | 10  | 12  | 8   | 11  | 3   | 3   | DNF | 5   | 4   | DNF | 108    |
| 10                                        | X. Lloveras    | 8   | 7   | DNF | 15  | 11  | 5   | 5   | 7   | 8   | 7   | 6   | 11  | 9   | 6   | DNF | 6   | 9   | 10  | 7   | 7   | 80     |
| 11                                        | N. Volegov     |     |     | 11  | 10  | DNF | 10  | 10  | 10  | 6   | 13  | 8   | 9   | 12  | 9   | 9   | 10  | 5   | 14  | 14  | DNF | 38     |
| 12                                        | D. Kroes       | 6   | 8   | 6   | 4   | DNF | 9   | 11  | 11  |     |     |     |     |     |     |     |     |     |     |     |     | 32     |
| 13                                        | V. Tziortzis   | 14  | 11  | 7   | 14  | 10  | 13  | 12  | 12  | 13  | 15  | 13  | 6   | 6   | 16  | DNF | 7   | 7   | 12  | 13  | DNF | 32     |
| 14                                        | A. Maslennikov | 9   | DNF | 15  | 12  | 9   | 15  | 18  | DNF | 9   | 8   | 11  | DNF | 15  | 12  | 11  | 8   | 6   | 11  | 10  | DNF | 20     |
| 15                                        | A. Petrow      | 10  | EX  | 14  | 9   | 7   | DNF | 13  | DNF | DNF | DNS | DNF | 8   | 11  | 10  |     |     |     |     |     |     | 14     |
| 16                                        | H. Kauppi      | 7   | 14  | 18  | 17  | 13  |     |     |     |     |     |     |     |     |     |     |     |     | 16  | 15  | 9   | 8      |
| 17                                        | Z. Slutskiy    | DNF | 9   | 13  | 11  | 8   | 11  | 9   | 13  |     |     |     |     |     |     |     |     |     |     |     |     | 8      |
| 18                                        | R. Lebedev     | 13  | 10  | 17  | 16  | DNF | 14  | 14  | 8   | 15  | 14  | 17  |     |     |     | 12  | 5   | 11  | 15  | 12  | DNF | 6      |
| 19                                        | A. Slutskiy    | 12  | 13  | 10  | 8   | DNF | 12  | 17  | DNF |     |     |     |     |     |     |     |     |     |     |     |     | 2      |
| 20                                        | G. Zotov       | 11  | 12  | DNF | 18  | DNF | 16  | 16  | 14  | 17  | DNF | 15  | 14  | DNF | 14  |     |     |     |     |     |     | 0      |
| Nicht in der Fahrerwertung berücksichtigt |                |     |     |     |     |     |     |     |     |     |     |     |     |     |     |     |     |     |     |     |     |        |
| NC                                        | N. Isaakyan    |     |     |     |     |     |     |     |     |     |     |     | 3   | 2   | 8   |     |     |     | 2   | 3   | DNF | –      |
| NC                                        | A. Korneev     | DNF | 2   |     |     |     |     |     |     | 3   | 16  | 4   | DSQ | 14  | 7   |     |     |     |     |     |     | –      |
| NC                                        | I. Matveev     |     |     |     |     |     |     |     |     | 16  | 11  | 14  |     |     |     |     |     |     |     |     |     | –      |
| Pos.                                      | Fahrer         | R1  | R2  | R1  | R2  | R3  | R1  | R2  | R3  | R1  | R2  | R3  | R1  | R2  | R3  | R1  | R2  | R3  | R1  | R2  | R3  | Punkte |
| Pos.                                      | Fahrer         | SOC | SOC | ZA1 | ZA1 | ZA1 | ZA2 | ZA2 | ZA2 | MS1 | MS1 | MS1 | MS2 | MS2 | MS2 | AND | AND | AND | AHV | AHV | AHV | Punkte |

| Legende       | Legende                        | Legende                                                              |
| Farbe         | Abkürzung                      | Bedeutung                                                            |
| ------------- | ------------------------------ | -------------------------------------------------------------------- |
| Gold          | –                              | Sieg                                                                 |
| Silber        | –                              | 2. Platz                                                             |
| Bronze        | –                              | 3. Platz                                                             |
| Grün          | –                              | 4. bis 10. Platz                                                     |
| Hellblau      | –                              | 10. Platz aufwärts (punktberechtigt)                                 |
| Blau          | –                              | Klassifiziert außerhalb der Punkteränge                              |
| Dunkelblau    | –                              | Klassifiziert innerhalb der Punkteränge aber keine Punktberechtigung |
| Violett       | DNF                            | Rennen nicht beendet (did not finish)                                |
| Violett       | NC                             | nicht klassifiziert (not classified)                                 |
| Rot           | DNQ                            | nicht qualifiziert (did not qualify)                                 |
| Rot           | DNPQ                           | in Vorqualifikation gescheitert (did not pre-qualify)                |
| Schwarz       | DSQ                            | disqualifiziert (disqualified)                                       |
| Weiß          | DNS                            | nicht am Start (did not start)                                       |
| Weiß          | WD                             | zurückgezogen (withdrawn)                                            |
| ohne          | PO                             | nur am Training teilgenommen (practiced only)                        |
| ohne          | DNP                            | nicht am Training teilgenommen (did not practice)                    |
| ohne          | INJ                            | verletzt oder krank (injured)                                        |
| ohne          | EX                             | ausgeschlossen (excluded)                                            |
| ohne          | DNA                            | nicht erschienen (did not arrive)                                    |
| ohne          | C                              | Rennen abgesagt (cancelled)                                          |
| ohne          | keine Teilnahme                |                                                                      |
| sonstige      | P/fett                         | Pole-Position                                                        |
| sonstige      | SR/kursiv                      | Schnellste Rennrunde                                                 |
| sonstige      | Q                              | Extrapunkte für Pole-Position                                        |
| sonstige      | X                              | Extrapunkte für gewonnene Positionen                                 |
| sonstige      | *                              | nicht im Ziel, aufgrund der zurückgelegten Distanz aber gewertet     |
| sonstige      | ()                             | Streichresultate                                                     |
| unterstrichen | Führender in der Gesamtwertung |                                                                      |